# Record of Lodoss War
Record of Lodoss War (ロードス島戦記 Lodoss tō Senki?, lit. Crónicas de la isla de Lodoss) es una exitosa franquicia de ficción de las novelas de fantasía escritas por Ryō Mizuno, basadas en el trabajo que creó originalmente para un sistema de juego de rol llamado Sword World. Ha habido múltiples mangas, animes y videojuegos, muchos de ellos traducidos al inglés y al español. Los argumentos generalmente siguen las convenciones y estructuras de los juegos de rol del mismo estilo que Dungeons & Dragons, basándose en un equipo de varios personajes con distintas aptitudes que llevan a cabo una misión específica.

## Argumento
El manga y el anime se centra alrededor de las aventuras de un joven llamado Parn, el hijo de un caballero. Parte a la aventura para encontrar el origen del reciente incremento de orcos en la cercanía de la aldea (y descubrir que pasó con su padre). A pesar de su inexperiencia, Parn es, más adelante, considerado un líder, que será acompañado por su mejor amigo de la infancia, un clérigo, llamado Etoh, un hechicero y a veces consejero llamado Slayn, el viejo amigo de este, Ghim (un enano guerrero) y un ladrón llamado Woodchuck. Son acompañados por la alta elfa Deedlit, (enamorada de Parn) quien viene del Bosque sin Retorno.
A lo largo de la serie, Parn entra en contacto con sus amigos y con sus enemigos por igual. Sus aliados incluyendo el rey Kashue, Fahn, Shiris y Orson; sus enemigos incluyendo el emperador Beld, Ashram y el malvado nigromante Wagnard.
El derivado del manga y del anime, posteriormente se lanzó una serie de animación llamada: Las Crónicas del Heroico Caballero continúa con las aventuras de Parn durante los primeros ocho episodios, luego la trama dan un giro, centrándose en Spark un aprendiz de caballero del reino de Fleame y sus aventuras para completar la misión de proteger a Neese, la hija de Slayn y Leylia. Spark está acompañado por sus propios compañeros, esta vez mercenarios reclutados por el rey Kashue: Leaf (una semielfa guerrera), Garrack (mercenario guerrero), Greevus (un clérigo del dios de la Guerra), Aldonova (un inseguro pero tenaz hechicero alumno de Slayn)y Ryna (una ladrona, que se une al grupo en circunstancias poco convencionales). La serie de televisión es parecida al argumento de la OVA, con Wagnard tratando de secuestrar a Neese para usarla como sacrificio para la resurrección de Naneel, una sacerdotisa antigua y el avatar de Kardis Diosa de la Destrucción, que fue derrotada por la madre de Leylia, la alta sacerdotisa Neese poco tiempo después de la batalla con la Diosa demoniaca.
Ocurre que siglos antes; Naneel era la suprema sacerdotisa del culto a la Diosa de la Destrucción y el Caos Kardis, cuando en la Isla de Marmo se le veneraba. En la línea de tiempo que en que se lleva a cabo la historia, el culto a Kardis ya había desaparecido, siendo sustituido por el del dios Falaris. La leyenda cuenta que cuando el culto a Kardis entró en decadencia, Naneel reunió toda la esencia de su diosa dentro de su ser, con el fin de que, maldiciéndose a sí misma, pudiese reencarnar en cada era esperando tener las condiciones necesarias para poder resucitar a la Diosa. Leylia fue la reencarnación de Naneel, pero al contraer nupcias con Slayn perdió su virginidad, por lo que ya no fue capaz de fungir como "la puerta" mediante el sacrificio necesario para resucitar a Naneel, además su otro yo latente jamás despertó por la ayuda de su madre adoptiva, la sacerdotisa de Marfa (Diosa de la creación), quien tuvo cuidado de mantener protegida a Leylia en su infancia, purificando su ser, lamentablemente al nacer la hija de Laylia, llamada al igual que su abuela : Neese, la mladición paso a ella, situación de la que está al tanto el hechicero negro Wagnard.
La tercera serie, Leyenda de Crystania, pone al exvillano Ashram dentro de uno los puestos de aspirantes a héroe quien está bajo un hechizo por una "buena bestia" de Crystania. La serie se centra en Pirotess, su amante elfo oscuro, ya que ella intenta encontrar liberarle de las garras del hechizo y restaurar de vuelta su vida libre.

## Personajes
- Parn
- Deedlit
- Etoh
- Slayn
- Ghim
- Woodchuck
- Karla
- Lord Ashram
- Pirotess
- Shiris
- Orson
- Kasue

## Contenido de la obra

### Novelas
Durante la creación de la franquicia, el grupo SNE inventó un nuevo género de novelas llamadas “replay”. Estas son las actas de sesiones de juegos rol, transformadas en prosa de ficción, para satisfacer así los intereses de los lectores, y al mismo tiempo, registrar los eventos que ocurrieron durante las partidas.
El primer replay, Record of Lodoss War, se basó en uno de Dungeons & Dragons, que publicó la revista Comptiq desde 1986. Ryo Mizuno era el director de juego en el momento que las partidas originales eran jugadas, y registró las sesiones. Los “replays” han demostrado ser populares, incluso entre aquellos que no juegan a juegos de rol, pero son seguidores de la ficción (inclusive de la ficción de fantasía). De manera similar a las novelas ligeras, muchos personajes y equipos en los replays se han vuelto populares como personajes de anime. Un ejemplo sería el de la elfa Deedlit en Record of Lodoss War. Su jugador era el novelista de ciencia ficción Hiroshi Yamamoto.
- Record of Lodoss War （ロードス島戦記） - Equipo de Parn, sistema de juego de Dungeons & Dragons.
- Record of Lodoss War II （ロードス島戦記Ⅱ） - Equipo de Orson, sistema de juego de Dungeons & Dragons.
- Record of Lodoss War III （ロードス島戦記Ⅱ） - Equipo de Spark, sistema de juego de Record of Lodoss War Companion.

### Anime
Consta de 27 capítulos, y narra la historia de Spark, un aprendiz de caballero en su lucha por convertirse en el mejor de su clase de toda la isla de Lodoss. Los primeros 8 capítulos se centran en ser la continuación y desenlace de los primeros 13 OVAS, donde Parn el caballero lucha junto al rey de los mercenarios Kashue para derrotar al Caballero Negro Ashram. Este busca el Báculo de la Dominación con el fin de cumplir los deseos de su maestro, el rey Beld. En España fue distribuido en DVD por Jonu Media y emitido (junto con los OVAs del doblaje de Jonu Media) en Canal+ y en Buzz en el 2008.

### OVA
Este OVA se basa en la épica lucha del bien contra el mal, protagonizada por el aprendiz de caballero Parn y sus aliados. Antes de haber sido creado se publicaron numerosas novelas y juegos de rol. La historia fue creada por los japoneses en pleno boom de los RPGs durante los años 1980, debido a la dificultad de la época para importar este tipo de material desde occidente.
En España los OVAs fueron lanzados por primera vez en 1995 en formato VHS por Manga Films, pero años después, en el 2008, Jonu Media lanzó y emitió los OVAs con un doblaje nuevo para que así los OVAs tuvieran el mismo doblaje que la serie de anime. Los OVAs también tienen un doblaje en catalán y que fueron emitidos en Canal 33 y K3.
El último episodio de la serie (13) se terminó en 1991 y, para su época derrochaba calidad gráfica por los cuatro costados. El diseño de personajes estuvo a cargo de Yuuki Nobuteru. La dirección del proyecto estuvo a cargo de Akio Sakai, que ya había participado anteriormente en grandes producciones como, por ejemplo, "La Tumba de las Luciérnagas". El guion fue obra del propio autor de la saga, Ryō Mizuno.
1. Prólogo de la leyenda
2. Huida del infierno
3. El Caballero Negro
4. La Bruja Gris
5. El Rey del Desierto
6. La Espada del Guerrero Misterioso
7. La Batalla de los Héroes
8. Réquiem de los Guerreros
9. El Cetro
10. El Malvado Dragón de la Montaña
11. La Ambición del Hechicero
12. Última Batalla en la Isla de las Tinieblas
13. Lodoss en Llamas

### 30º Aniversario
Con motivo de la celebración por los 30 años de la saga, se lanza al mercado una nueva versión en Blu-ray de las Ovas. Esta versión fue una muestra más de que la franquicia se encuentra viva y con una considerable cantidad de público debido a su buena recepción. La versión trae además, un libro de 20 páginas, set de Postales, y bonus video en Blu-ray totalmente nuevo con los anteriores contenidos promocionales.

### Videojuegos
- Record of Lodoss War (PC 98, MSX) 1988
- Record of Lodoss War - Fuku Zinduke (X68000) 1991
- Record of Lodoss War - Haiiro No Majio (X68000/PC Engine) 1991/1992
- Record of Lodoss War 2 - Goshiki No Maryu (X68000/PC Engine) 1992/1994
- Record of Lodoss War (Sega CD) 1994
- Record of Lodoss War (SNES) 1995[6]
- Record of Lodoss War: Eiyuu Kishiden (Game Boy Color) 1998, published by Tomy
- Record of Lodoss War: Advent of Cardice (Dreamcast) 2000, lanzado en inglés.
- Record of Lodoss War: Successor of the Legend (juego de cartas de navegador) 2012
- Record of Lodoss War Online (MMORPG para PC) 2016, lanzado en inglés.
- Record of Lodoss War: Deedlit in Wonder Labyrinth (PC y consolas, metroidvania en 2D) 2021, lanzado en inglés.[7]